# Otroeda catenata
Otroeda catenata är en fjärilsart som beskrevs av Jordan 1924. Otroeda catenata ingår i släktet Otroeda och familjen tofsspinnare. Inga underarter finns listade i Catalogue of Life.